# Lechnitsa (Kitchevo)
Lechnitsa (en macédonien Лешница ; en albanais Leshnica) est un village de l'ouest de la Macédoine du Nord, situé dans la municipalité de Kitchevo. Le village comptait 219 habitants en 2002.

## Démographie
Lors du recensement de 2002, le village comptait :
- Albanais : 182
- Macédoniens : 37